# Павлик, Михаил Иванович
Михаи́л Ива́нович Павли́к (17 сентября 1853, село Монастырске, около города Косов, ныне Ивано-Франковская область — 26 января 1915, Львов) — украинский писатель и публицист. Учился во Львовском университете. В 1878 вместе с Иваном Франко издавал журнал «Друг общества».
Павлик был одним из первых редакторов в истории украинской газетно-журнальной периодики, например, газеты «Батьківщина», издателем, популяризатором научных знаний, художественно-творческих ценностей. Он отстаивал реализм в литературе, живой народный язык, определяя задачи интеллигенции в литературно-публицистических работах «Лихие люди. Один листочек из жизни», «Николай Васильевич Гоголь», «Потребность этнографически-статистической работы в Галиции» и др.
В публицистических статьях критиковал порядки, царившие в Австро-Венгрии.
Как и другие ранние западноукраинские социалисты (Франко, Остап Терлецкий), находился под значительным влиянием Михаила Драгоманова и был среди основателей Русско-украинской радикальной партии в 1890 году. Поддерживал связь с русскими народниками, группой «Освобождение труда».
Автор повести «Пропащий человек» (1878), рассказов «Юрко Куликов», «Ребенщукова Татьяна» и др.

## Сочинения
- Твори. — К.: Дніпро, 1959. — 672 с.